# Hyles vespertilio
Hyles vespertilio — вид метеликів з родини бражникових (Sphingidae).

## Поширення
Вид поширений в Центральній Європі і на Балканському півострові, а також в Анатолії, Кавказі та Лівані. В Україні трапляється на заході. Не мігрує і живе окремими популяціями в межах ареалу.

## Опис
Розмах крил 60-80 мм. Передні крила однотонні сіро-блакитні. Задні крила червоні, червоно-рожеві або рожеві, з чорною основою та чорною перев'язкою перед зовнішнім краєм. Відомі 2 форми: f. salmonea без червоного поля на нижніх крилах і f. flava з жовто-чорними нижніми крилами.
Гусениця завдовжки 60-80 мм, буро-сірого кольору, з чорнуватими крапками. На кожному сегменті тіла є по червоному вічку з чорною облямівкою. Характерний для бражників ріг відсутній. На його місці є червона пляма.

## Галерея

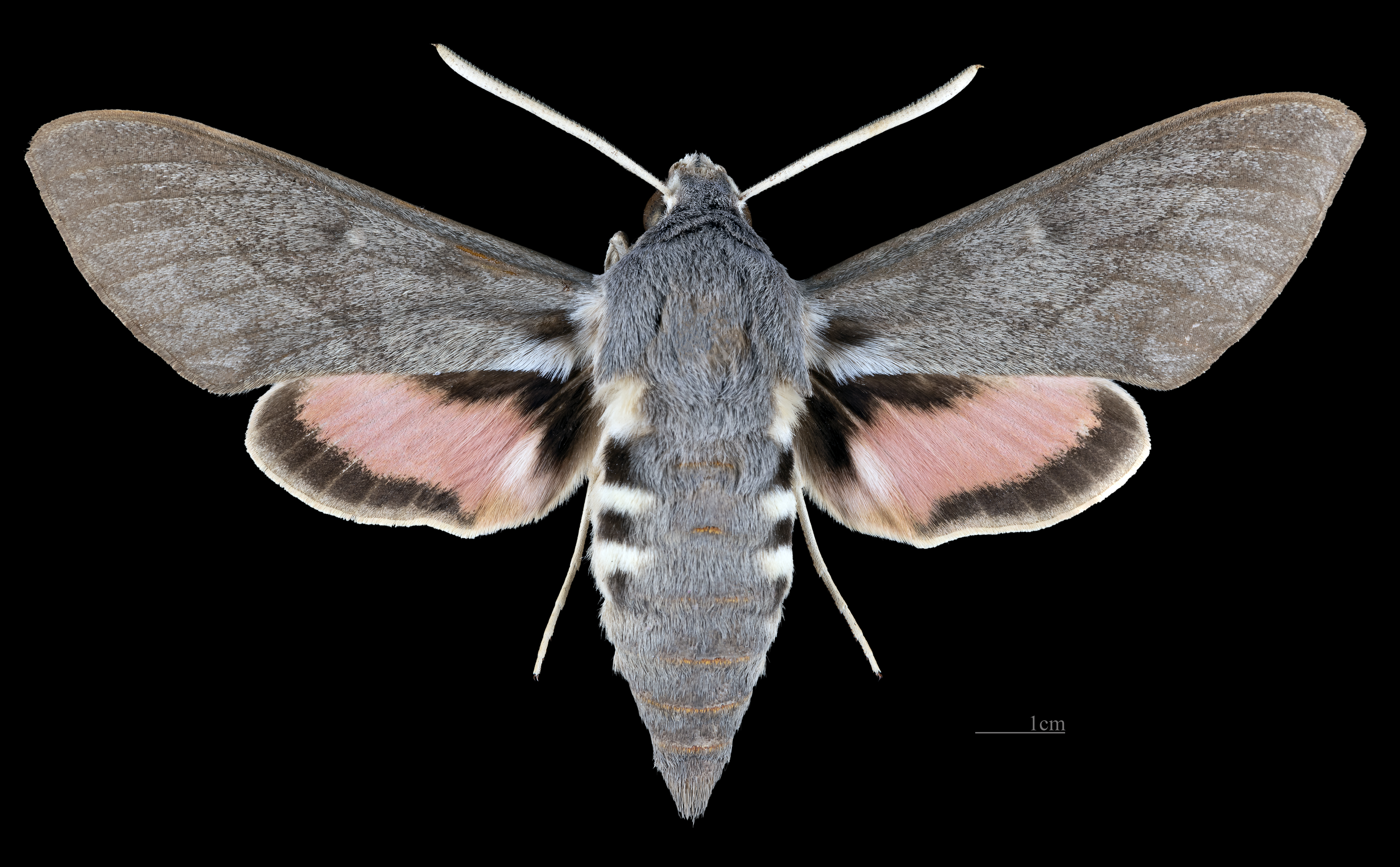
Самець, дорсальна сторона
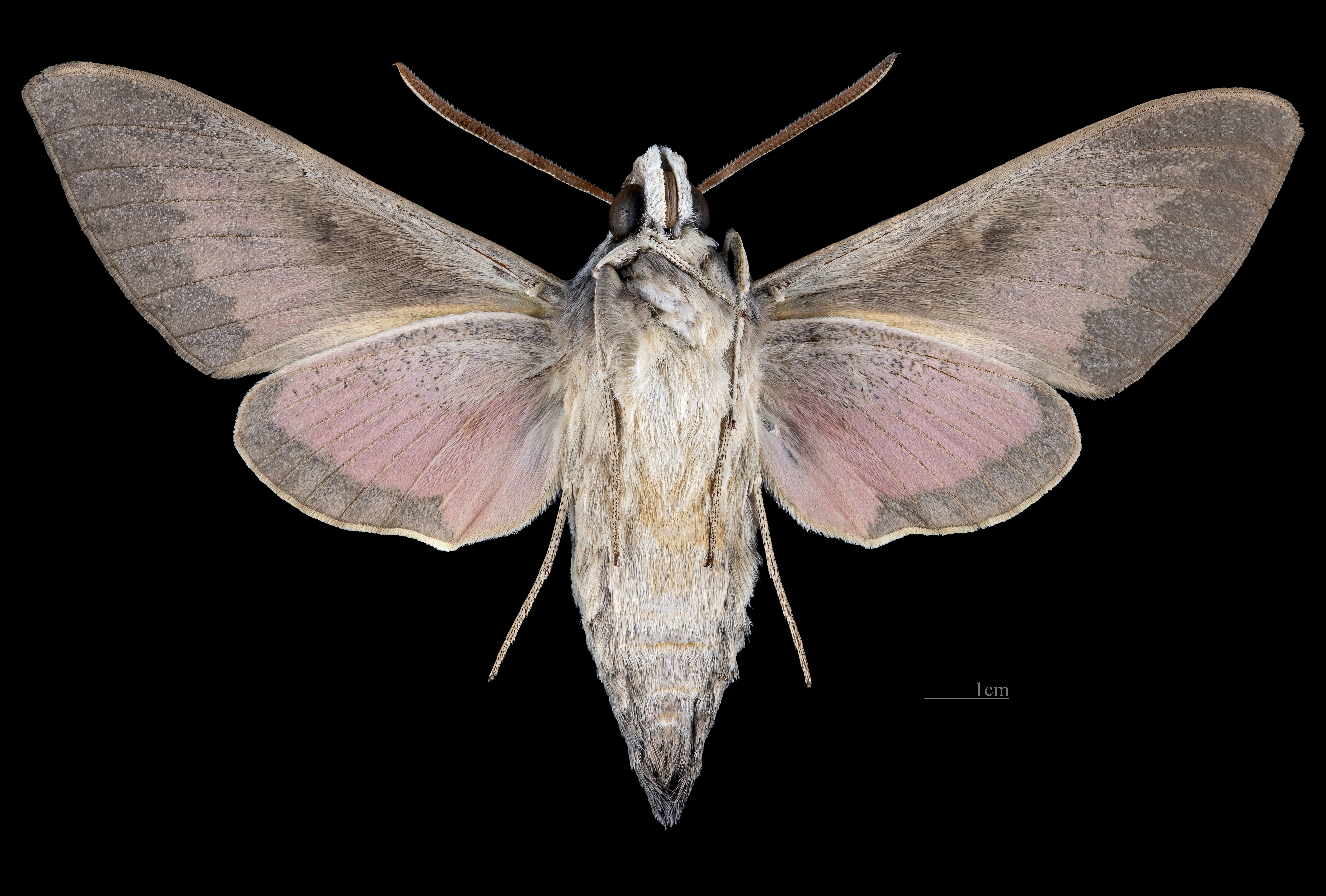
Самець, вентральна сторона
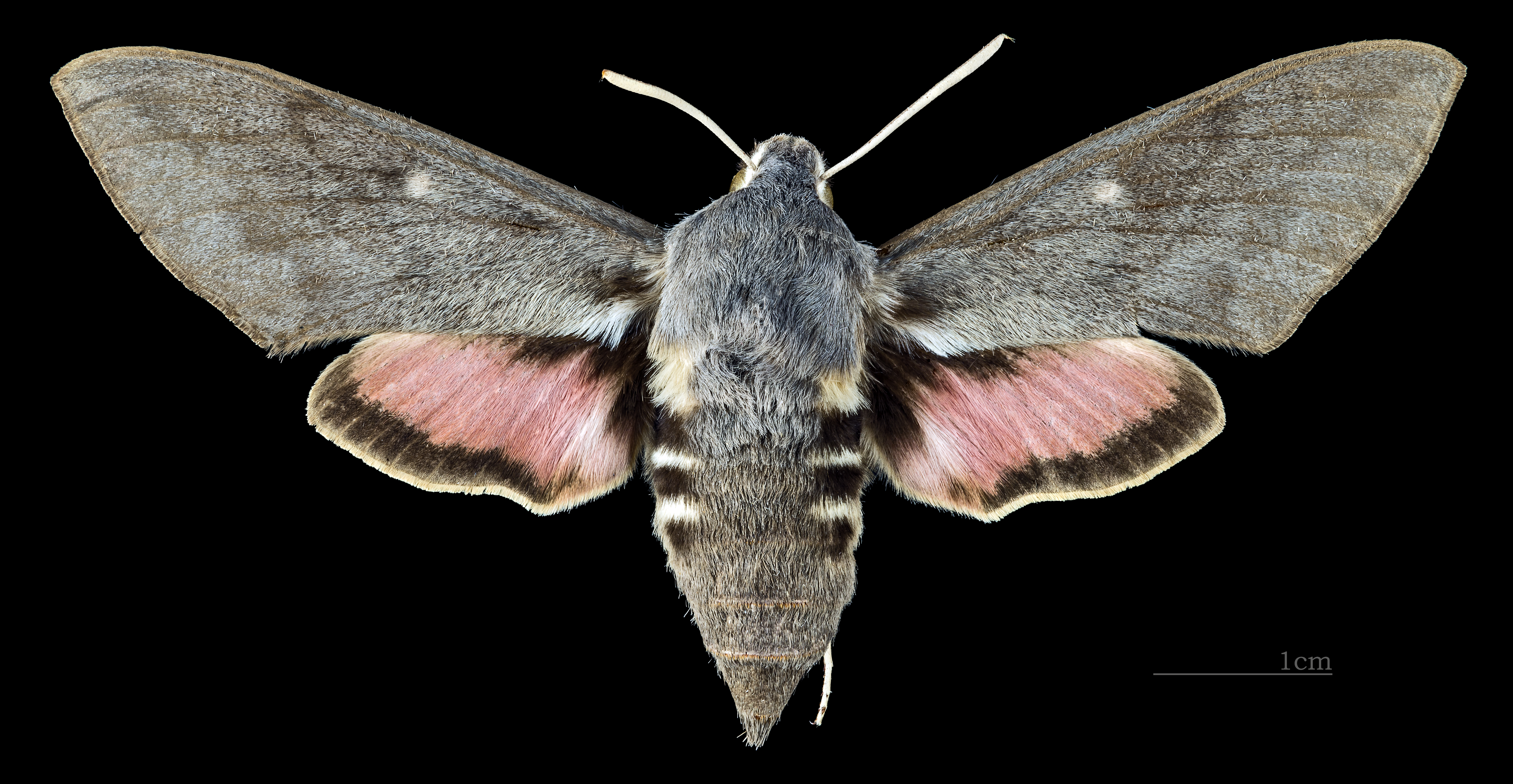
Самиця, дорсальна сторона
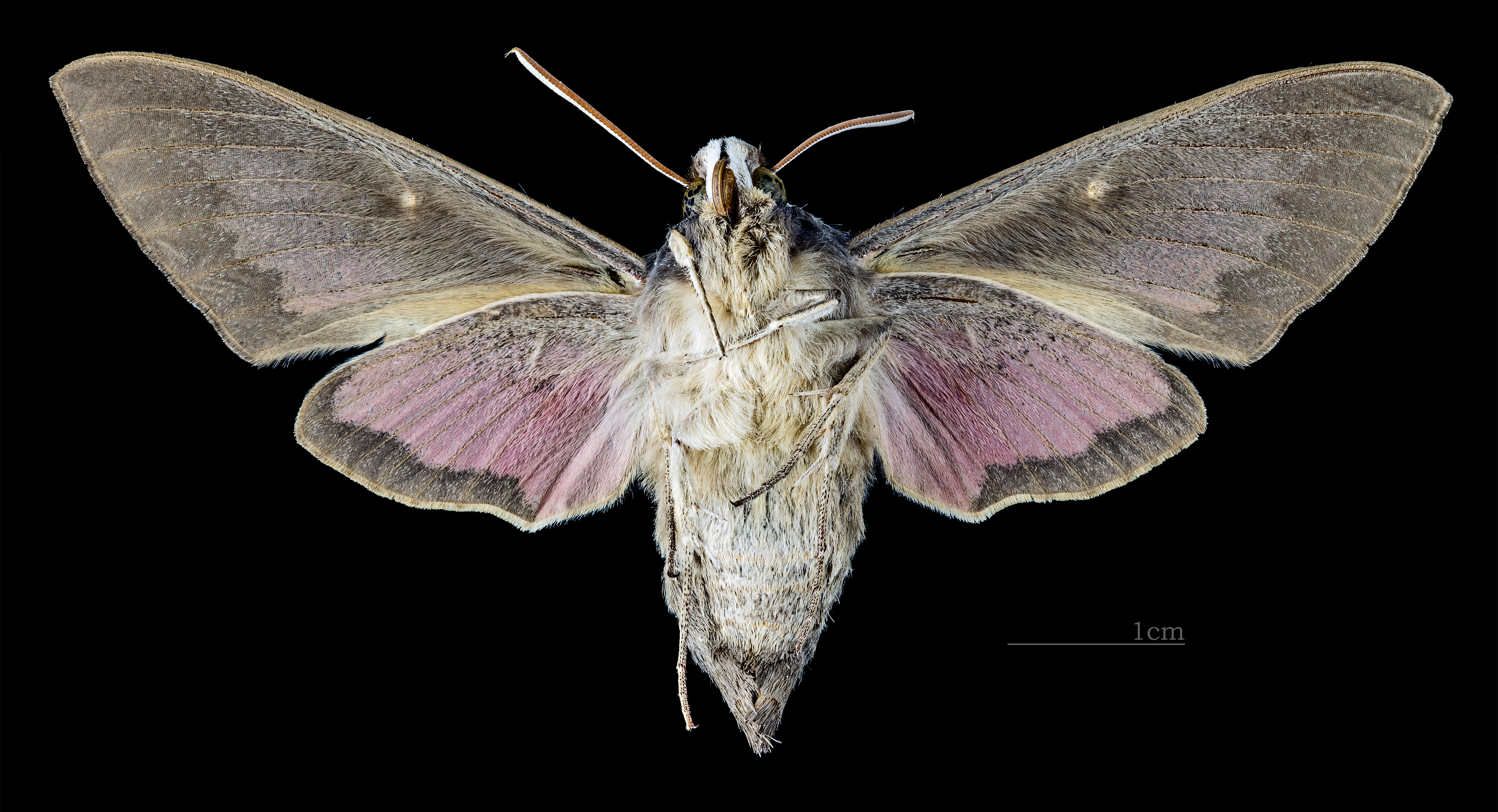
Самиця, вентральна сторона
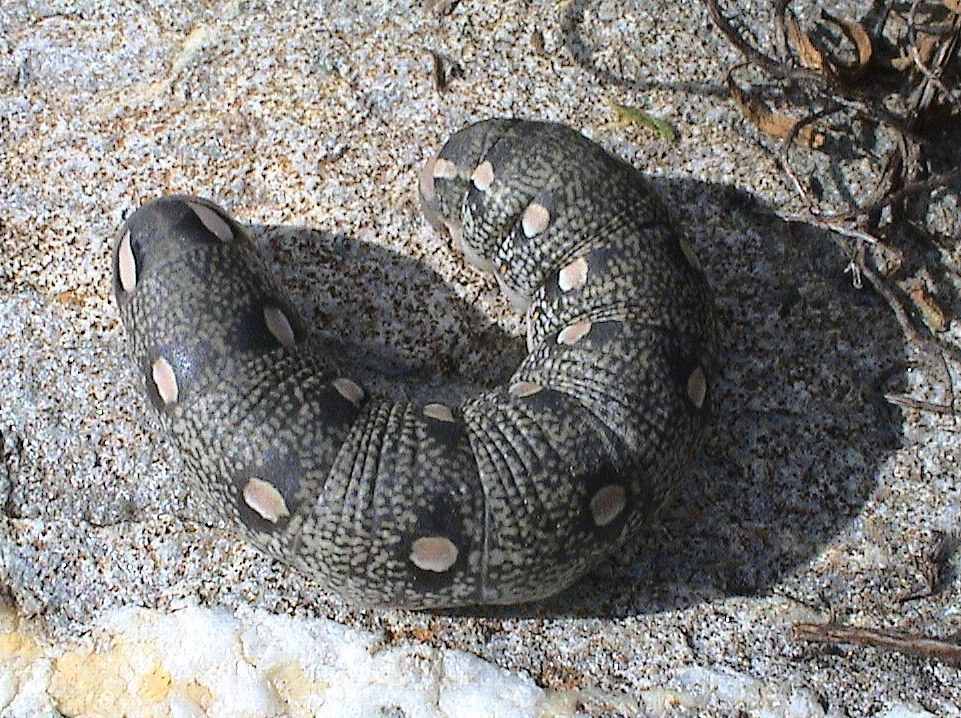
Гусениця